# Municipio de Mountain Lake
El municipio de Mountain Lake (en inglés: Mountain Lake Township) es un municipio ubicado en el condado de Cottonwood en el estado estadounidense de Minnesota. En el año 2010 tenía una población de 384 habitantes y una densidad poblacional de 4,16 personas por km².

## Geografía
El municipio de Mountain Lake se encuentra ubicado en las coordenadas 43°53′0″N 94°54′37″O / 43.88333, -94.91028. Según la Oficina del Censo de los Estados Unidos, el municipio tiene una superficie total de 92.41 km², de la cual 92,25 km² corresponden a tierra firme y (0,17 %) 0,16 km² es agua.

## Demografía
Según el censo de 2010, había 384 personas residiendo en el municipio de Mountain Lake. La densidad de población era de 4,16 hab./km². De los 384 habitantes, el municipio de Mountain Lake estaba compuesto por el 95,83 % blancos, el 0,26 % eran afroamericanos, el 0,78 % eran asiáticos, el 2,6 % eran de otras razas y el 0,52 % eran de una mezcla de razas. Del total de la población el 5,47 % eran hispanos o latinos de cualquier raza.